# 琪亚拉·基廷
琪亚拉·伊尔汗·基廷（英語：Khiara IIhaan Keating，/kiˈɑːrə ɪlˈhɑːn/ kee-AR-ə il-HAHN，2004年6月27日—），英格兰职业足球运动员，司职门将，效力于英女超球队曼城和英格兰女足，曾被租借至法尔德女足和考文垂女足。

## 早年生涯
基廷出生于英国曼彻斯特的阿德维克，母亲为她在当地设立了一支足球队，她最初担任球队的前鋒。6岁的时候，她就在曼联女足接受门将位置的训练，之后效力于曼联女足，11岁转至曼城青训学院。

## 俱乐部生涯
2020至21赛季，基廷在曼城坐冷板凳，2021至22赛季被租借至女子足球全国联赛北球队法尔德。
由于曼城女足伤兵满营，租借中的基廷被征召，担任资深球员的替补，参加过几场比赛。其中在2022年1月12日，她献上曼城生涯首场比赛，在对阵莱斯特城女足的英格兰女子足球联赛杯比赛中首发。四天后，她献上英女超生涯首秀，在对阵阿斯顿维拉女足的比赛中担纲首发门将。
2023年1月，基廷加盟英女冠球队考文垂，共为球队出场四次。
2023年10月，当选2023至24赛季英女超月度最佳球员。同年11月18日，与曼城续约三年。2023年12月，基廷赛季扑救率位居全联盟第三，同时取代埃莉·罗巴克，成为曼城一门。
2024年2月11日，英格兰女子足球联赛杯第五轮，曼城女足对阵阿森纳女足，基廷献上“世界级”表现，连串扑救获得外界好评，帮助球队1比0零封阿森纳。2023至24赛季，基廷零封对手9次，当选英格兰女子足球超级联赛金手套。赛季结束时成为英女超赛季出场时间最多的21岁以下英格兰球员，并成功入选曼城一线队。

## 国家队生涯

### 青年队
基廷为英格兰U15出场过一次。2021年10月20日，首次代表英格兰U19出场，在对阵爱尔兰的2022年欧洲U-19女子足球锦标赛资格赛中1比0零封对手。2022年夏季的U19决赛周，基廷小组赛三场均上场。2022年8月25日，入选英格兰U23大名单，参加对阵挪威的比赛，比赛期间未上场。2022年10月，随英格兰U19参加对阵斯洛文尼亚的2023年欧洲U-19女子足球锦标赛资格赛，取得零封。2023年9月和11月，再度入选英格兰U23，但没有上场。2024年11月28日，基廷首次代表英格兰U23上场，在U23欧洲杯中0比0战平挪威。

### 成年队
2023年10月17日，基廷获英格兰女足征召，参加对阵比利時的歐洲足協女子國家聯賽，但未上场。2025年6月6日，入选英格兰女足参加2025年歐洲女子足球錦標賽的大名单。

## 个人生活
2024年7月23日，基廷与母亲妮可拉（Nicola）被控持有C级管制药品一氧化二氮，在曼彻斯特和索尔福德地方法院出庭受审。庭上，母女二人不认罪，案件延期至9月10日再度聆讯。第二次聆讯，母女二人确认不认罪，审判日期定在2025年11月17日。2025年6月20日，控方撤销对两人的指控，案件终止。

## 生涯数据

### 俱乐部
最後更新：2025年5月10日
| 球队           | 赛季     | 联赛       | 联赛 | 联赛 | 足总杯 | 足总杯 | 联赛杯 | 联赛杯 | 洲赛 | 洲赛 | 总计 | 总计 |
| 球队           | 赛季     | 组别       | 出场 | 进球 | 出场   | 进球   | 出场   | 进球   | 出场 | 进球 | 出场 | 进球 |
| -------------- | -------- | ---------- | ---- | ---- | ------ | ------ | ------ | ------ | ---- | ---- | ---- | ---- |
| 曼城           | 2020–21  | 英女超     | 0    | 0    | 0      | 0      | 0      | 0      | 0    | 0    | 0    | 0    |
| 曼城           | 2021–22  | 英女超     | 3    | 0    | 0      | 0      | 2      | 0      | 0    | 0    | 5    | 0    |
| 曼城           | 2022–23  | 英女超     | 3    | 0    | 0      | 0      | 0      | 0      | 0    | 0    | 3    | 0    |
| 曼城           | 2023–24  | 英女超     | 22   | 0    | 3      | 0      | 4      | 0      | —    | —    | 29   | 0    |
| 曼城           | 2024–25  | 英女超     | 12   | 0    | 1      | 0      | 1      | 0      | 5    | 0    | 19   | 0    |
| 曼城           | 总计     | 总计       | 40   | 0    | 4      | 0      | 7      | 0      | 5    | 0    | 56   | 0    |
| 法尔德（租借） | 2021–22  | 女子全联北 | 7    | 0    | 0      | 0      | 0      | 0      | —    | —    | 7    | 0    |
| 考文垂（租借） | 2022–23  | 英女冠     | 4    | 0    | 0      | 0      | 0      | 0      | —    | —    | 4    | 0    |
| 生涯总计       | 生涯总计 | 生涯总计   | 51   | 0    | 4      | 0      | 7      | 0      | 5    | 0    | 67   | 0    |

## 荣誉纪录
曼城
- 英格兰女子足球联赛杯（英语：2021–22 FA Women's League Cup）冠军：2021–22（英语：2021–22 FA Women's League Cup）

个人
- 曼城女足明日之星：2022–23[36]
- 英女超金手套（英语：Women's Super League Golden Glove）：2023–24[15]
- 英女超月度最佳球员：2024年2月（英语：2023–24 Women's Super League#Monthly awards）[37]
- PFA英女超年度最佳阵容：2023–24[38]